# London Calling
London Calling é o terceiro álbum de estúdio da banda britânica de punk rock The Clash. Foi lançado em 14 de dezembro de 1979 e representou uma mudança no estilo musical da banda, com elementos mais marcantes de ska, funk, pop, soul, jazz, rockabilly e reggae.
O álbum recebeu críticas bastante positivas e em 2003 ficou na 8ª posição na Lista dos 500 Melhores Álbuns de Todos os Tempos feita pela revista Rolling Stone. O álbum ficou no Top 10 nas paradas de sucesso no Reino Unido e seu principal single, London Calling foi um êxito de vendas. Ele vendeu cerca de dois milhões de cópias em todo o mundo e foi disco de platina pela RIAA nos Estados Unidos.
Em 2007, o álbum fez parte da lista dos 200 álbuns definitivos no Rock and Roll Hall of Fame.

## Gravação e produção

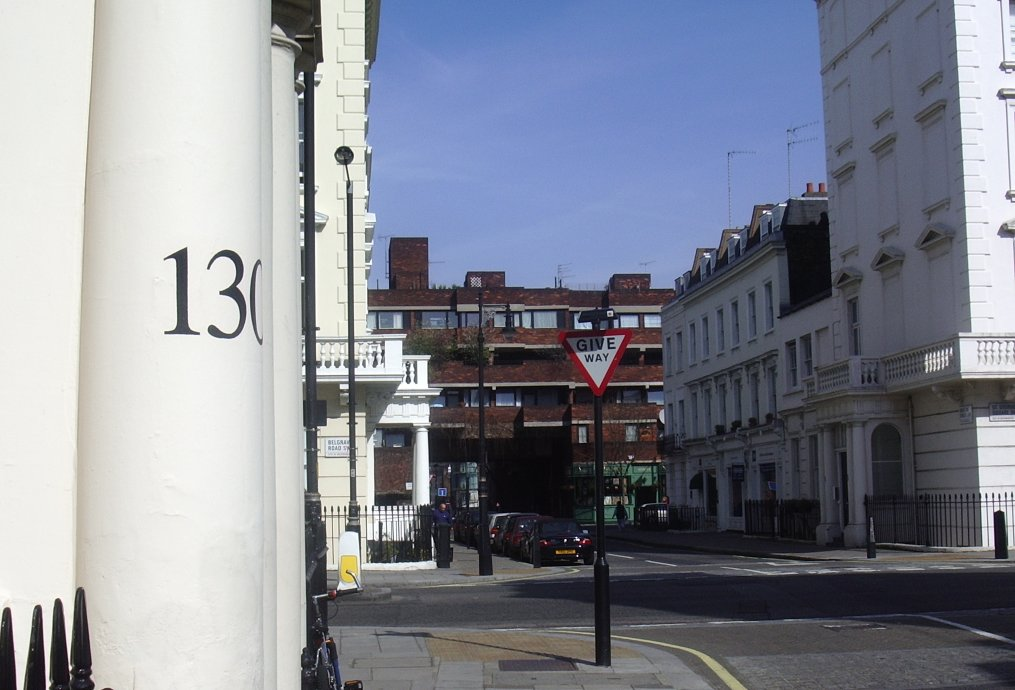
O bairro de Pimlico, onde foram gravadas as demos do álbum no Vanilla Studios.

Quando os integrantes do Clash decidiram começar a gravar um novo álbum, em 1979, a banda vivia um momento conturbado. Já haviam demitido seu empresário original, Bernie Rhodes, e agora, acabaram de demitir seu sucessor temporário. Nesse momento, os quatro músicos só tinham a si mesmos para se apoiar e guiar seu trabalho no novo álbum e na própria carreira.
Eles começaram a ensaiar no Vanilla Studio, no bairro de Plimaco, em Londres. Mantiveram uma rotina diária de ensaios no começo da tarde. Ao fim da tarde, os músicos iam jogar futebol com crianças e adolescentes moradores locais, por horas a fio, em um centro recreativo em frente ao estúdio. Este contato e confraternização com jovens suburbanos das classes trabalhadoras londrinas assim como o entre os  próprios músicos através do Futebol influenciou profundamente e positivamente na produção do futuro álbum,  segundo relatos posteriores dos próprios músicos, pois ajudou a manter um bom momento entre os membros da banda, naquele situação turbulenta e de incertezas.
Em agosto, o álbum começou a ser gravado no Wessex Studios, no bairro londrino de Highbury. O produtor do álbum, o excêntrico Guy Stevens, era um torcedor fanático do Arsenal Football Club e, não obstante Joe Strummer e Mick Jones serem torcedores do Chelsea Football Club, Guy manteve um ritual realizado todos os dias durante a gravação do álbum, passando e entrando todo dia no estádio do Arsenal antes de ir para as gravações no estúdio, por crer que isto poderia trazer alguma espécie de mágica positiva ao álbum.

## Sobre as músicas

### Lado 1

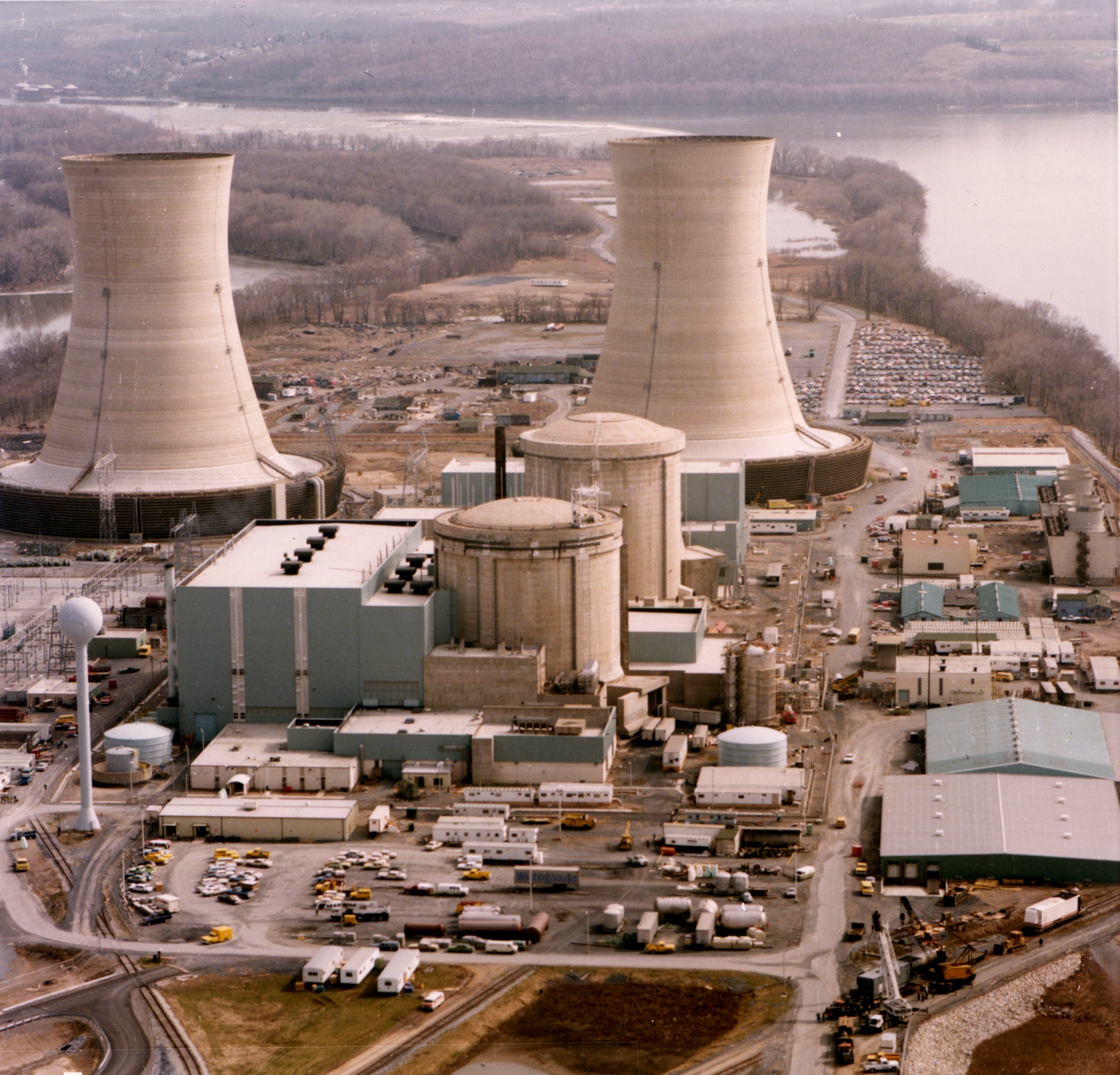
Foto em cores datada de 1979. A música que dá o nome ao álbum foi parcialmente influenciada pelo acidente em um reator nuclear em Three Mile Island, na Pensilvânia, em março de 1979.

Vários temas são abordados na primeira música de London Calling. Em primeiro lugar, a letra da faixa-título do álbum reflete a preocupação e o ceticismo de Joe Strummer ao enfrentar a situação global. Ocorrido na primavera de 1979, o acidente na central nuclear de Three Mile Island é citada na letra como um "erro nuclear". Este incidente, relacionado a incorporação de um reator nuclear e outros desastres são referenciados.
As letras também zombam abertamente o estrelato que se seguiu à explosão do punk, um movimento que já parecia estar chegando ao fim: "London calling, don't look to us/Phoney Beatlemania has bitten the dust " ("London Calling, não esperamos que você nos guiará /A falsa Beatlemania mordeu a poeira").

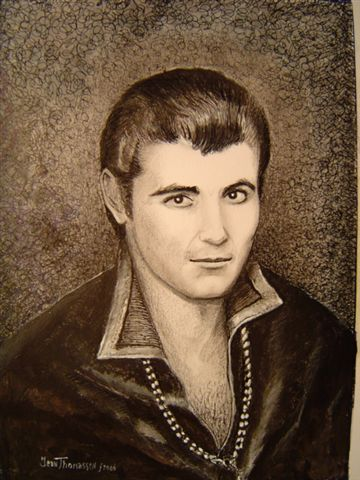
Retrato do músico Vince Taylor, intérprete da versão original de Brand New Cadillac

A segunda faixa, intitulada Brand New Cadillac é um cover de Vince Taylor, cantor de rock britânico, popular até meados dos anos 1960, que então experimentou uma longa viagem através do deserto devido ao seus problemas com álcool e drogas. O grupo descreve esta peça como "um dos primeiros registros do rock'n'roll". A canção Jimmy Jazz revela as influências do jazz da banda. Com um ritmo às vezes quase ska e reggae do que jazz, a mensagem da terceira canção do álbum é a denúncia da atitude e dos métodos bárbaros de aplicação de lei dos policiais.
Hateful é uma faixa influenciada pelos ritmos das composições de Bo Diddley e também a primeira parte do grupo durante sua turnê nos Estados Unidos começando em 1979. A este respeito, o narrador conta a relação ambígua que o liga ao seu negociante. Rudie Can't Fail é a quinta e última música do primeiro lado. Promoção do hedonismo, ela retrata um jovem criticado por sua incapacidade para se tornar um adulto responsável. Os vários gêneros mesclados são: elementos da música pop misturados com soul e reggae.

## Arte da capa

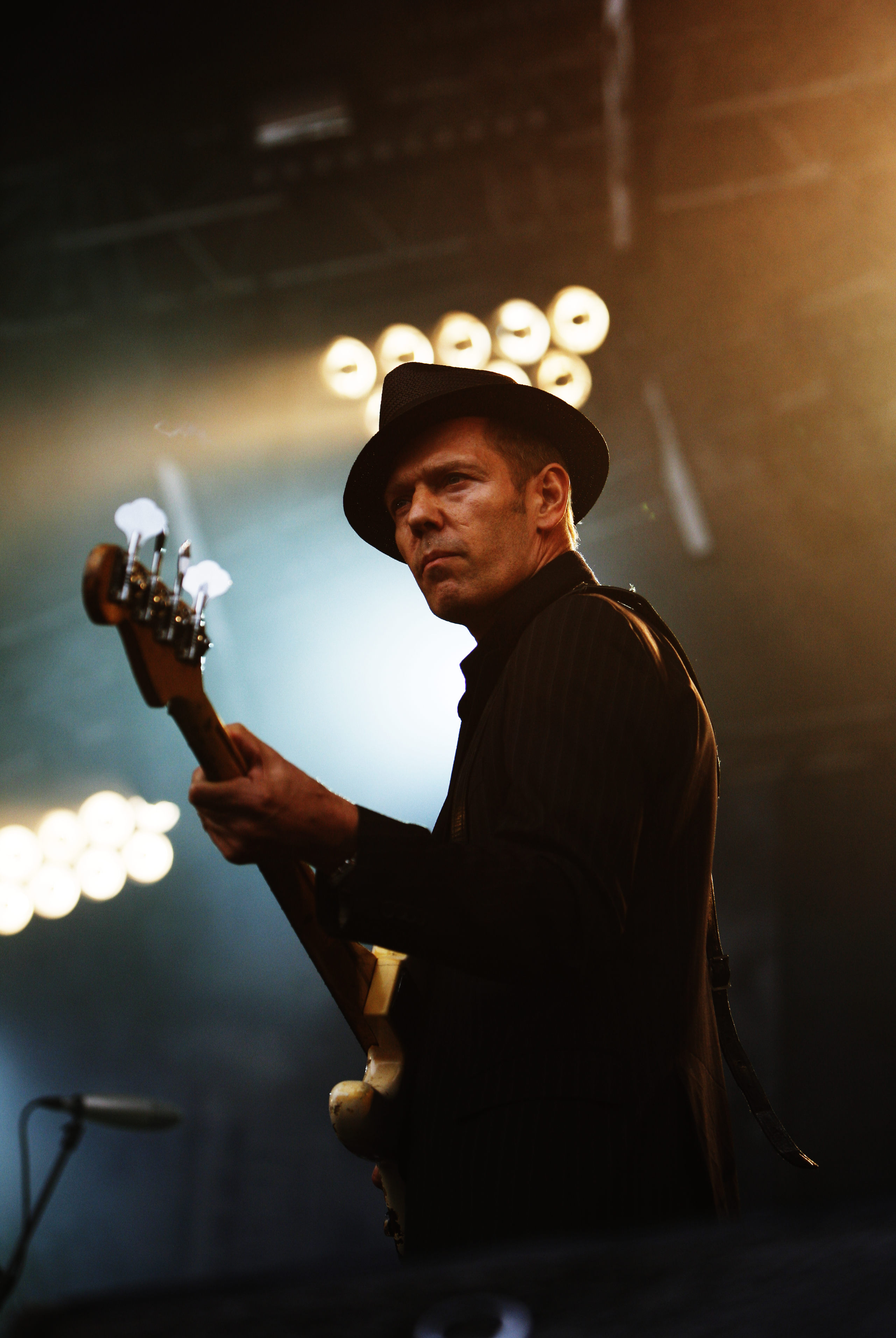
Paul Simonon em um show no festival de rock, Eurockéennes, em 2007.

A capa do álbum mostra uma fotografia de Simonon quebrando seu Fender Precision (na qual se encontra no Hall da Fama do Rock em Cleveland desde maio de 2009)
em uma performance no Palladium, em Nova York em 21 de setembro de 1979, durante a turnê americana Clash Take The Fifth. Pennie Smith, que foi a fotógrafa da imagem, a princípio na queria incluir a foto como capa, argumentando que não era uma imagem tecnicamente boa, porém Joe Strummer e o designer gráfico Ray Lowry pensaram que seria um boa imagem para a capa. Em 2002, a fotografia de Smith foi nomeada como a melhor fotografia do rock and roll de todos os tempos pela revista Q comentando que "captura o último momento do rock and roll, a perda total de controle".

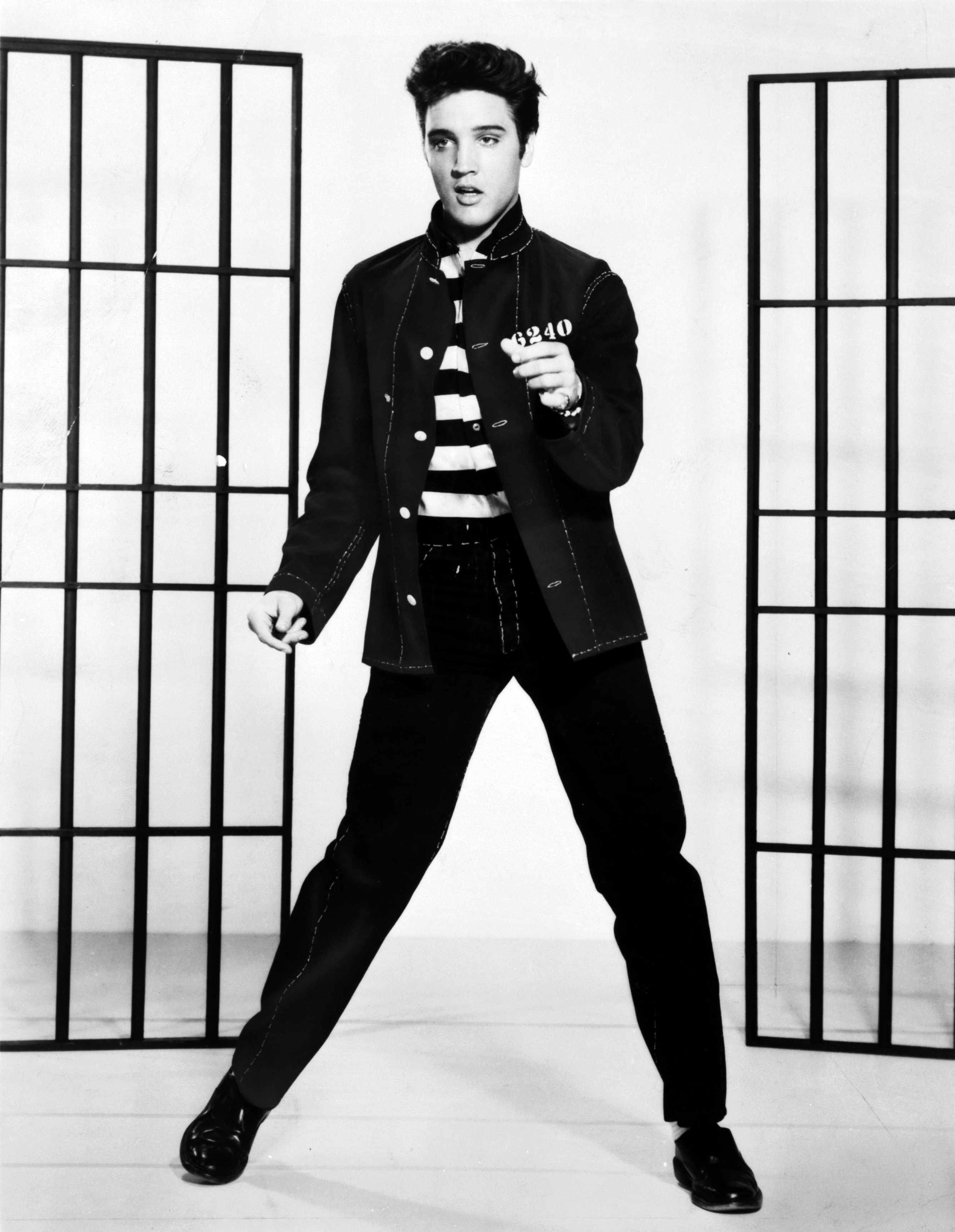
Elvis Presley serviu de inspiração para a arte da capa de London Calling do The Clash.

A tipografia do álbum foi desenhada por Lowry e foi uma homenagem a capa do álbum de estreia do Elvis Presley. A capa de London Calling foi escolhida entre outras duas pela Royal Mail para a série de selos postais, "Classic Album Covers", emitidos em janeiro de 2010.

## Lançamento

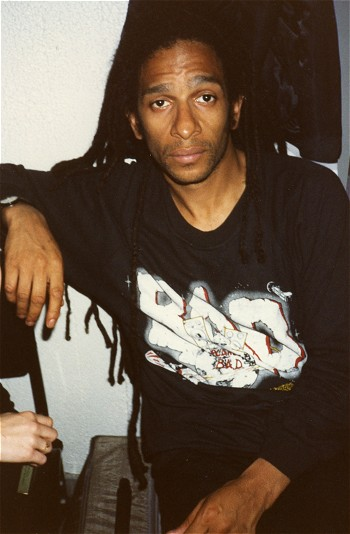
Don Letts of Big Audio Dynamite (Backstage at The Galleria, San Francisco, California, USA)

Havia muitas ideias e melodias, e decidiu-se produzir um álbum duplo. Porém, com os integrantes do grupo tinham uma  visão negativa sobre o capitalismo e a exploração das classes trabalhadoras, assim como queriam usar a música como instrumento de politização e inserção social, eles impuseram à sua gravadora, a CBS Records, que o álbum duplo fosse vendido a preço de álbum simples, isto é, 5 Libras, o que conseguiram após muita pressão. Strummer chegou a encontrar uma loja vendendo o álbum a 7,99 Libras, discutindo com o vendedor e conseguindo convencê-lo a corrigir o preço. Na época do seu lançamento, London Calling teve boa receptividade da crítica e do público, sendo aclamada pela revista Rolling Stone como O Álbum da Década.
Após o seu lançamento, London Calling vendeu cerca de dois milhões de cópias. O álbum alcançou a 9ª posição no Reino Unido e foi certificado de ouro em dezembro de 1979.  O álbum teve uma boa recepção no Reino Unido. Alcançou a segunda posição na Suécia e a quarta na Noruega. Nos Estados Unidos, London Calling chegou ao número 27 na Billboard Pop Albums e foi disco de platina em Fevereiro de 1996.
London Calling produziu um dos singles mais populares da banda. London Calling foi lançado antes do álbum, em 7 de dezembro de 1979. Ele ficou na 11ª posição no UK Singles Chart. O videoclipe para a canção, dirigido por John Letts, contou com a banda tocando a música em um barco na chuva com o Rio Tâmisa por trás deles. Nos Estados Unidos, Train In Vain respaldado com London Calling foi lançado como single em fevereiro de 1980. Ele chegou ao número 23 na Billboard Hot 100 e "London Calling"/"Train in Vain" alcançou aa 30ª posição na lista da Billboard Disco Top 100.

## Faixas
Todas as faixas escritas e compostas por Joe Strummer e Mick Jones, exceto onde indicado:. 
| Lado 1 |                                                                            |                   |         |  |
| N.º    | Título                                                                     | Vocais principais | Duração |  |
| 1.     | "London Calling"                                                           | Strummer          | 3:19    |  |
| 2.     | "Brand New Cadillac" (escrita e originalmente performada por Vince Taylor) | Strummer          | 2:09    |  |
| 3.     | "Jimmy Jazz"                                                               | Strummer          | 3:52    |  |
| 4.     | "Hateful"                                                                  | Strummer          | 2:45    |  |
| 5.     | "Rudie Can't Fail"                                                         | Strummer, Jones   | 3:26    |  |

| Lado 2 |                                                  |                   |         |  |
| N.º    | Título                                           | Vocais principais | Duração |  |
| 1.     | "Spanish Bombs"                                  | Strummer, Jones   | 3:19    |  |
| 2.     | "The Right Profile"                              | Strummer          | 3:56    |  |
| 3.     | "Lost in the Supermarket"                        | Jones             | 3:47    |  |
| 4.     | "Clampdown"                                      | Strummer, Jones   | 3:49    |  |
| 5.     | "The Guns of Brixton" (escrita por Paul Simonon) | Simonon           | 3:07    |  |

| Lado 3 | |                   |         |  |
| N.º    | Título | Vocais principais | Duração |  |
| 1.     | "Wrong 'Em Boyo" (escrita por Clive Alphonso; originalmente performada por Rulers; incluindo Stagger Lee) | Strummer          | 3:10    |  |
| 2.     | "Death or Glory"                                                                                          | Strummer          | 3:55    |  |
| 3.     | "Koka Kola"                                                                                               | Strummer          | 1:46    |  |
| 4.     | "The Card Cheat"                                                                                          | Jones             | 3:51    |  |

| Lado 4 | |                   |         |  |
| N.º    | Título | Vocais principais | Duração |  |
| 1.     | "Lover's Rock" | Strummer          | 4:01    |  |
| 2.     | "Four Horsemen" | Strummer          | 2:56    |  |
| 3.     | "I'm Not Down" | Jones             | 3:00    |  |
| 4.     | "Revolution Rock" (escrita por Jackie Edwards, Danny Ray; performada originalmente por Danny Ray and the Revolutionaries) | Strummer          | 5:37    |  |
| 5.     | "Train in Vain" | Jones             | 3:09    |  |

## Créditos

### The Clash
- Joe Strummer – vocais, backing vocals, guitarra rítmica, piano
- Mick Jones – guitarra solo, piano, harmónica, backing vocals
- Paul Simonon – baixo, backing vocals, vocal em "The Guns of Brixton"
- Topper Headon – bateria, percussão

### Músicos adicionais
- Mick Gallagher – órgão
- The Irish Horns – metais

### Produção
- Guy Stevens – produção
- Bill Price – engenheiro de áudio
- Jerry Green – engenheiro adicional
- Ray Lowry – design
- Pennie Smith – fotografia